# Australia 108
L'Australia 108 est un gratte-ciel résidentiel à Melbourne en Australie. La construction a officiellement débuté en octobre 2015 et a pris fin en juin 2020.
Avec ses 318 mètres pour 100 étages il est le 2ème plus haut gratte-ciel de l'hémisphère sud juste après la Q1 Tower.